# Mittlere Erlinsburg
Die Mittlere Erlinsburg ist eine Ruine bei Oensingen (Schweiz) und eine der vier Erlinsburgen auf der Lehnfluh, einem Felsen zwischen den Kantonen Bern und Solothurn. Bei der Ruine handelt es sich um wenige Mauerreste sowie Halsgräben, welche heute in einem Naturschutzgebiet liegen. Die Reste erinnern an einen turmartigen Bau.

## Geschichte
Die Stelle der mittleren Erlinsburg war verglichen mit anderen Orten auf der Lehnfluh relativ einfach zu erreichen, was dazu führte, dass sie schon früh besiedelt wurde. Beispielsweise fanden sich dort zahlreiche Funde aus der Spätlatènezeit (450–15 v. Chr.). Münzenfunde aus dem Frühmittelalter (bis ca. 8. Jahrhundert) weisen auf eine rege Besiedlung hin.
Das heute noch sichtbare Bauwerk der mittleren Erlinsburg war womöglich im 11./12. Jahrhundert erbaut und gehörte zur größeren Anlage der hinteren Erlinsburg. Sie hatte vermutlich eine wehrtechnische Funktion, aber wurde bereits im 12. Jahrhundert aufgegeben. Funde südlich und nordöstlich der Anlage (Topf, Panzerstecher) belegen eine Weiternutzung des Ortes bis in das 14. Jahrhundert.